# Anita Sol
Anita Sol, pseudonimo di Anita Spagnoletti (Taranto, 3 ottobre 1932), è una cantante italiana.

## Biografia
Nata a Taranto nel 1932, debutta appena quattordicenne, nel 1946, esibendosi a Radio Bari con lo pseudonimo di Anna De Spagna.
Dopo aver iniziato la carriera di maestra elementare, negli anni '50 torna al suo primo amore per il canto, e si esibisce in tournée prima in Sicilia, e poi in tutto il territorio nazionale e all'estero (Tunisia, Francia, Svizzera). Negli anni successivi incide per varie etichette, fra le quali: Philips Records, Vis Radio, RCA e Melodicon.
Nel giugno del 1954 guadagna la sua prima copertina del settimanale Sorrisi e Canzoni, in coppia con Oscar Carboni, col quale lavorava a Radio Roma con l'orchestra Segurini. Meno di un anno dopo, nel maggio del 1955, il settimanale gli dedica una seconda copertina, questa volta da protagonista. Nell'agosto del 1954 partecipa al Festival di Vibo, condotto da Alighiero Noschese, la cui serata conclusiva viene trasmessa in diretta radiofonica dalla Rai. Nel novembre 1955 risulta con la Compagnia dei Fratelli Martana (Marcello Martana e Luciano Martana) al Teatro Pergolesi. L'anno successivo è al Festival della Canzone dell'Elba.
Nel 1960 pubblica il 45 giri Tu menti così bene - Ti rispondo di sì, inciso con la RCA per la colonna sonora del film I mafiosi di Roberto Mauri. Nell'ottobre del 1959 partecipa al Festival della canzone di Cagliari, condotto da Enzo Tortora. L'anno successivo interpreta Sotto i platani del Gianicolo, inclusa nel film Il rossetto di Damiano Damiani. Nel 1961 incide il 45 giri Amore lasciami - Fior di loto, i cui brani vengono inclusi nella colonna sonora dell'omonimo film Fior di Loto diretto da Henry Koster.
Sempre nel 1961 partecipa alla Sagra della Canzone Nova di Assisi, con Wilma De Angelis, Silvia Guidi, Arturo Testa e altri, la cui edizione viene pubblicata nell'omonimo 33 giri da Philips Records. Considerata la cantante di punta dell'etichetta discografica Melodicon-Philips, nel maggio 1961 partecipa alla Sei Giorni della Canzone di Milano, con Luciano Tajoli, Sergio Endrigo, Luigi Tenco, Ricky Sanna, Henry Wright, Tony Renis, Corrado Lojacono, Paolo Bacilieri, Gene Colonnello e molti altri. È invece del 1962 il suo 45 giri probabilmente più celebre, Puntini lontani - Urgente cha cha cha, pubblicato da Melodicon, la cui seconda canzone viene inclusa, con Un rock per Judy, nel celebre film di Totò Totòtruffa '62, prestando la voce all'attrice Estella Blain.
Tra gli altri successi, pubblicati tutti a cavallo fra gli anni '50 e '60: Jolie chanson, Io voglio a te, Indifferentemente, Stanca di me, La donna di classe, Tiro a tre, A tu per tu.
Nel marzo 1963 partecipa al Festival della musica italiana di Varsavia, tenutosi in tre giornate presso la Sala del Congresso (Sala Kongresowa), con Tullio Pane, Marisa Colomber, Claudio Venturelli, Roby Castiglione, Rosalba Roli, Tania Raggi, le Sorelle Kim, e quattro cantanti provenienti dal Festival di Sanremo.
Nella seconda metà degli anni '60 lascia la carriera musicale.

## Discografia parziale
- 1958: Anita Sol (CDI, 45E PD513)
- 1959: I' voglio a te / Napule dint' 'a luna (RCA Camden, 45CP-26)
- 1960: Tu menti così bene / Ti rispondo di si (RCA Camden, 45CP-44)
- 1961: La vita è colorata / Ticche tacche (Melodicon, MP 1007 F)
- 1961: Anita Sol / Jean Belmonte, Unico bene / Dal cielo (Melodicon, MP 1015 F)
- 1961: Tornerai / Nuie nun ce amammo (Melodicon, MP 1021 F)
- 1961: María Morena / Bolero andalou / Andaluza (Francesa, 29532)[13]
- 1962: Puntini lontani / Urgente cha cha cha (Melodicon, MP 1022 F)
- 1962: Tony Del Monaco / Anita Sol, Tutto e nulla / Stanca di me (Pyral)
- 196?: Io Piangerò / Sei Giunta A Me (San Melodhia Ghlikia) (Melodicon, MP 1008 F)
- 196?: Jolie Chanson / Roslyn (Melodicon, E 1200 MPF)